# Josef Casper
Josef Casper (* 2. Mai 1906 in Bendorf; † 26. Oktober 1951 in St. Florian) war ein österreichischer römisch-katholischer Theologe, Philosoph, Orientalist und Ostkirchenexperte.
Casper studierte ab 1926 Katholische Theologie in Salzburg, Bonn und Wien und wurde 1931 zum Dr. phil. sowie 1935 zum Dr. theol. promoviert. Die Pallottiner, denen er sich 1926 angeschlossen hatte, musste er 1932 aus gesundheitlichen Gründen verlassen. Ab 1935 arbeitete er bei verschiedenen Verlagen in Wien sowie als enger Mitarbeiter des Liturgikers Pius Parsch in Klosterneuburg. Er beantragte 1938 die Aufnahme in die NSDAP, wurde aber 1940 abgelehnt. Als Referent im Seelsorgeamt der Erzdiözese Wien von 1939 bis 1948 war Karl Rahner zeitweilig sein Kollege. 1943 trat er vom lateinischen in den byzantinischen Ritus über, wurde 1944 zum Priester geweiht und arbeitete nebenamtlich als Seelsorger in der griechisch-katholischen Pfarrei St. Barbara in Wien. 1946 habilitierte er sich für das Fach Geschichte und Liturgie des christlichen Ostens. Im Juni 1949 zum Professor für Fundamentaltheologie und Religionsgeschichte an der philosophisch-theologischen Lehranstalt der Augustiner-Chorherren im Stift Sankt Florian berufen, starb er schon zwei Jahre später an einem Herzleiden.